# Matija Divković
Matija Divković (* 1563 in Jelaške, Eyâlet Bosnien; † 21. August 1631 in Olovo) war ein bosnischer Franziskaner und Schriftsteller. Er gilt als Begründer der Literatur in Bosnien und Herzegowina.

## Leben

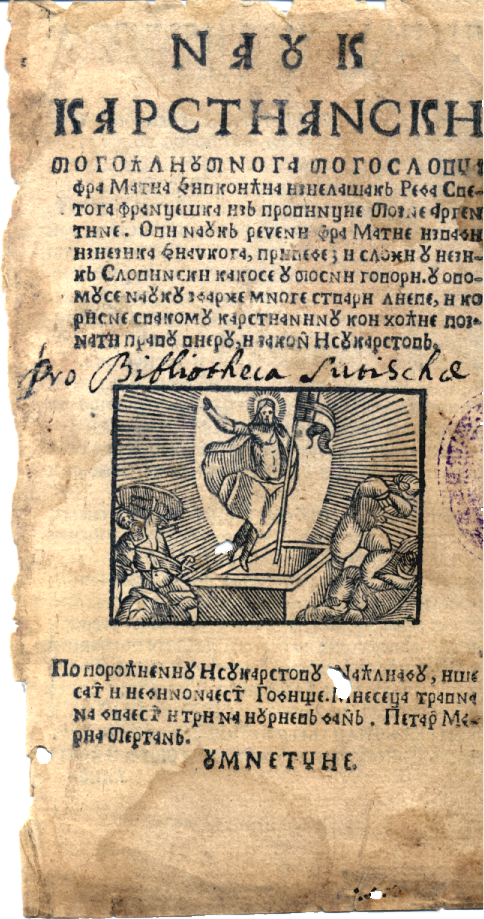
Divković's Nauk krstjanski, Venedig, 1611

Divković wurde in Jelaške, einem Dorf in der heutigen Verbandsgemeinde Olovo im damaligen Eyâlet Bosnien geboren. Über sein Leben ist nichts bekannt, außer das, was er auf Titelseiten der Werke und seinen Widmungen hinterließ. Matija Divković schrieb in Sarajevo.
Er trat der bosnischen Provinz Bosna Srebrena des Franziskanerordens wahrscheinlich im nächstgelegenen Kloster in Olovo bei und wurde dort unterrichtet. Er setzte seine Ausbildung in Italien fort, kehrte aber schließlich wieder nach Bosnien zurück, um dort zu arbeiten; 1609 wird er als Priester in Sarajevo genannt, wo er als Kaplan tätig war. Dieselbe Funktion übte Matija auch in Olovo und Kreševo aus. Die italienische und lateinische Sprache beherrschte Divković ausgezeichnet. Er gründete ein Ordensstudium der Theologie für den Nachwuchs der bosnischen Franziskanerprovinz. Seine Werke waren Übersetzungen, Überarbeitungen und Kompilationen aus mittelalterlicher und theologischer Literatur in der Zeit nach dem Konzil von Trient, aber auch vielfältige poetisch-dramatische Beiträge, welche er aus der mittelalterlichen dalmatinsch-dubrovnikinischen literarischen Tradition auswählte. Diese Arbeiten waren einer der Gründe für die große Popularität der Sammelbände (27 Stück) Divkovićs. Alle seine Veröffentlichungen sind in der Bosančica gedruckt, und diese Bücher sind die ersten ihrer Art. Seine Publikationen waren nicht nur unter der „normalen“ Bevölkerung in Bosnien, Slawonien und Dalmatien verbreitet, sondern auch unter den Schreibern der Glagoljica in der Republik Ragusa. Dies bezeugen bestehende Abschriften.
Divkovićs erstes Werk war die Christliche Lehre für die slawischen Völker. 1611 hatte er in Venedig als erster die Buchstaben des bosnischen Kyrillisch geformt und damit seine Werke gedruckt.
Divković kam 1612 in ein Kloster in Kreševo und begann, eines seiner wichtigsten Bücher zu schreiben, welches er 1614 in Olovo fertigstellte. Matija Divković veröffentlichte seine Werke mit Unterstützung von Bartul Kačić-Žarković, einem Bischof aus Makarska.
Matija Divković wird als Begründer der Literatur in Bosnien und Herzegowina angesehen. Er starb am 21. August 1631 in Olovo. Sein Todesdatum ist durch Necrologium Bosnae Argentinae bestätigt. Das Necrologium wird im Kloster in Sutjeska aufbewahrt.

## Rezeption und Nachwirken
Dalibor Brozović schätze Divkovićs Druckerzeugnisse als Bestandteil des „goldenen Zeitalters der kroatischen Literatur, dem 16. Jahrhundert“ ein. Die Mehrheit der Literaturhistoriker rechnet ihn dem Zeitalter der literarischen Gegenreformation oder der katholischen Restauration zu. Seine Arbeiten hatten großen Einfluss auf Poeten, Schriftsteller und Prediger im 17. und 18. Jahrhundert, aber auch Lexikographen (A. Della Bella, J. Jurin, J. Stulli) übernahmen zahlreiche Begriffe und Ausdrücke aus Matijas Werken.

## Werke
- Nauk krstjanski za narod slovinski. Venedig 1611.
- Sto čudesa aliti znamenja blažene i slavne Bogorodice. Venedig 1611.
- Beside Divkovića vrhu evandelja nedjeljnieh priko svega godišta. Venedig 1616.
- Nauk krstjanski s mnoziemi stvari duhovniemi. Venedig 1616.